# The Wicked Symphony
The Wicked Symphony är det fjärde power metalalbumet skapat av Avantasia, ett av Tobias Sammets projekt. På skivan medverkar flertalet musiker från diverse olika band, exempelvis Tim "Ripper" Owens som tidigare sjöng i Judas Priest och Iced Earth. Den släpptes den 3 april 2010, samtidigt som albumet Angel of Babylon släpptes. De gavs ut både som en samlingsbox med båda albumen tillsammans och som egna album. Det är den andra delen av "The Scarecrow Saga".

## Låtlista
1. The Wicked Symphony - 9:28
2. Wastelands - 4:44
3. Scales of Justice - 5:04
4. Dying for an Angel - 4:32
5. Blizzard On a Broken Mirror - 6:07
6. Runaway Train - 8:42
7. Crestfallen - 4:02
8. Forever is a Long Time - 5:05
9. Black Wings - 4:37
10. States of Matter - 3:57
11. The Edge - 4:12

## Medverkande
- Tobias Sammet - Sång, Bas
- Sascha Paeth - Gitarr, Producent
- Eric Singer(KISS, f.d. Black Sabbath) - Trummor
- Miro - Keyboard, Orkester

### Gästartister

#### Musiker
- Gitarr
  - Bruce Kulick (medverkar på spår 6, 11)
  - Oliver Hartmann (medverkar på spår 2, 8)
- Trummor
  - Felix Bohnke (Edguy) (medverkar på spår 1, 5, 9, 11)
  - Alex Holzwarth (Rhapsody of Fire) (medverkar på spår 3, 7, 8, 10)
- Orgel
  - Simon Oberender (medverkar på spår 6, 8, 11)

#### Sångare
- Jørn Lande (Masterplan) (medverkar på spår 1, 6, 7, 8)
- Michael Kiske (f.d. Helloween) (medverkar på spår 2, 6)
- Russell Allen (Symphony X) (medverkar på spår 1, 10)
- Bob Catley (Magnum) (medverkar på spår 6)
- Klaus Meine (medverkar på spår 4)
- Tim "Ripper" Owens (medverkar på spår 3)
- André Matos (medverkar på spår 5)
- Ralf Zdiarstek (medverkar på spår 9)